# Liste de ponts du Val-de-Marne
Cette page recense les ponts du Val-de-Marne, présents et/ou historiques, en France.

## Ponts de longueur supérieure à 100 m
Les ouvrages de longueur totale supérieure à 100 m du département du Val-de-Marne sont classés ci-après par gestionnaires de voies.

### Autoroute
- Viaduc A86 de traversée de la Seine
- Viaduc A4-A86 de Joinville-le-Pont
- Ponts de l'échangeur A4-A86 de Charenton

### Viaduc ferroviaires
- Viaduc de Nogent-sur-Marne
- Viaduc RER A de Neuilly-Plaisance
- Viaduc RER A de Saint-Maur

## Ponts de longueur comprise entre 50 m et 100 m
Les ouvrages de longueur totale comprise entre 50 et 100 m du département du Val-de-Marne sont classés ci-après par gestionnaires de voies.

## Ponts présentant un intérêt architectural ou historique
Les ponts du Val-de-Marne inscrits à l’inventaire national des monuments historiques sont recensés ci-après.
- Pont tournant dit Pont au Diable - Ablon-sur-Seine - XXe siècle
- Pont de Bonneuil - Bonneuil-sur-Marne - XIXe siècle
- Passerelle dite Passerelle de Bry - Bry-sur-Marne - XIXe siècle
- Pont de Bry - Bry-sur-Marne - XIXe siècle ; XXe siècle
- Pont-aqueduc du Loing et du Lunain - Cachan - XIXe siècle
- Pont de Champigny - Champigny-sur-Marne - XIXe siècle ; XXe siècle
- Pont de Charenton - Charenton-le-Pont - XVIIIe siècle ; XIXe siècle ; XXe siècle
- Pont de Chennevières - Chennevières-sur-Marne - XIXe siècle
- Pont - Choisy-le-Roi - XIXe siècle ; XXe siècle
- Passerelle de Créteil - Créteil - XIXe siècle
- Pont de Créteil - Créteil - XIXe siècle ; XXe siècle
- Ponts de Conflans - Ivry-sur-Seine - XXe siècle
- Passerelle industrielle d'Ivry-Charenton - Ivry-sur-Seine - XXe siècle
- Pont Olin, puis aux Moulins, puis de Saint-Maur, puis de Joinville - Joinville-le-Pont - XIIIe siècle ; XVe siècle ; XVIe siècle ; XVIIe siècle ; XVIIIe siècle ; XIXe siècle ; XXe siècle
- Pont de chemin de fer - Maisons-Alfort - XIXe siècle
- Pont de Maisons-Alfort - Maisons-Alfort - Joinville-le-Pont - XIXe siècle
- Pont (Viaduc de Chemin de Fer) - Nogent-sur-Marne - XIXe siècle
- Pont du petit Parc - Saint-Maur-des-Fossés - Joinville-le-Pont - Champigny-sur-Marne - XXe siècle
- Viaduc de chemin de fer dit Viaduc de la ligne Paris-Bastille-La Varenne - Saint-Maur-des-Fossés - XIXe siècle
- Pont - Santeny - XVIIIe siècle ; XIXe siècle
- Pont sur l'Yerres - Villeneuve-Saint-Georges - XIXe siècle
- Pont suspendu - Villeneuve-Saint-Georges - XIXe siècle
- Pont du Port-à-l'Anglais - Vitry-sur-Seine - XXe siècle

## Sources
Base de données Mérimée du ministère de la Culture et de la Communication.